# Budišov
Budišov (en allemand : Budischau) est un bourg (městys) du district de Třebíč, dans la région de Vysočina, en République tchèque. Sa population s'élevait à 1 215 habitants en 2020.

## Géographie
Budišov se trouve à 12 km au nord-est de Třebíč, à 34 km à l'est-sud-est de Jihlava, à 45 km à l'ouest-nord-ouest de Brno et à 145 km au sud-est de Prague.
La commune est limitée par Hodov au nord-est et au nord, par Studnice, Kamenná et Pyšel à l'est, par Pozďatín, Kojatín et Valdíkov au sud, et par Nárameč à l'ouest.

## Histoire
La première mention écrite de la localité date de 1347. La commune a le statut de městys  depuis le 10 octobre 2006.

## Administration
La commune se compose de deux sections :
- Budišov
- Mihoukovice

## Transports
Par la route, Budišov se trouve à 14 km de Třebíč, à 45 km de Jihlava et à 174 km de Prague.